# Justin Donawa
Justin Donawa (Hamilton, Bermudas; 27 de junio de 1996) es un futbolista bermudeño. Juega de delantero en el Altrincham FC de la National League inglesa.
Donawa era jugador de críquet y saltadora triple mientras crecía en las Bermudas, ganó tres medallas en competencias regionales y compitió en el Campeonato Mundial Juvenil de Atletismo de 2013. Sin embargo, encontró el éxito en el fútbol, viniendo a los Estados Unidos para asistir a la Berkshire School y luego al Dartmouth College. Donawa ganó tres campeonatos de la Ivy League con Big Green, apareció durante las vacaciones escolares con Somerset Trojans y pasó un tiempo en la temporada baja universitaria con Black Rock FC. Fue seleccionado por Columbus Crew SC en la tercera ronda del SuperDraft de la MLS 2019, pero no fue fichado por el club.

## Primeros años
Nacido en Sandys Parish, Bermudas, Donawa creció practicando tres deportes: corrió atletismo y jugó fútbol y cricket durante su juventud. Donawa participó en la gira de escuelas preparatorias de la Asociación de Fútbol de Bermudas en 2010, y se ganó un lugar en la Escuela Berkshire en Sheffield, Massachusetts. Compitiendo junto a Jack Harrison y su compatriota Zeiko Lewis, Donawa formó parte de un equipo de Berkshire que ganó títulos estatales de Clase A de NEPSAC en 2012, 2013 y 2014.[4] Fue seleccionado para participar en el High School All-America Game de 2014, junto con Harrison y sus compañeros jugadores de NEPSAC Francis Atuahene y Edward Opoku.[5]
A nivel de club, Donawa apareció en el Black Rock FC durante su etapa en la Berkshire School. Se comprometió a jugar fútbol universitario para el entrenador Chad Riley y el Dartmouth Big Green.[6]
Donawa representó a las Bermudas en el nivel sub-20 antes de irrumpir en la selección absoluta en 2015. Anotó sus dos primeros goles para su país en su segundo partido internacional, contra Bahamas en un clasificatorio para la Copa del Mundo de 2018.

## Biografía
Es hijo de Albert y Keena Donawa, tiene dos hermanos. Su padre compitió en atletismo en Auburn (1992-96).

## Universitario y aficionado
Donawa debutó con Dartmouth el 3 de octubre de 2015, saliendo de la banca en el primer partido de la Ivy League de Big Green contra Princeton. Jugó 48 minutos de una victoria por 1-0 en Dartmouth.[7] Donawa anotó su primer gol universitario el 24 de octubre, anotando el gol de la victoria en la victoria por 2-1 sobre Columbia, [8] y anotó su primer gol en un torneo de la NCAA el 22 de noviembre cuando Dartmouth fue eliminado en la segunda ronda por Syracuse. 9] Aunque apareció en solo 10 juegos, Donawa anotó dos goles y tres asistencias y fue nombrado Mención de Honor All-Ivy.[10] Como estudiante de segundo año, Donawa ganó un lugar regular en la alineación de Dartmouth, acumulando estadísticas de tres goles y cuatro asistencias en 17 apariciones. Sus tres goles fueron decisivos: contra Seattle el 11 de septiembre de 2016, New Hampshire el 5 de octubre y Columbia el 22 de octubre.[11] Dartmouth ganó su tercera corona consecutiva de la Ivy League y nuevamente avanzó al torneo de la NCAA, pero Syracuse los eliminó en la segunda ronda por segunda temporada consecutiva;[12] Donawa fue nuevamente nombrado Mención de Honor All-Ivy.[10]
Como junior, Donawa anotó tres goles y ocho asistencias en su carrera y en el equipo en 17 apariciones. Marcó contra UMass Lowell el 20 de septiembre de 2017, el único gol de la victoria por 1-0 en Dartmouth,[13] agregó un gol y una asistencia en la victoria por 2-1 sobre Princeton el 30 de septiembre y anotó en la victoria por 3-0. sobre Hofstra el 3 de octubre, todo parte de una actuación de tres goles y una asistencia en un lapso de cuatro juegos. Fue una parte integral de un equipo de Dartmouth que reclamó su cuarto campeonato consecutivo de la Ivy League, pero no lanzó una patada en la tanda de penaltis cuando New Hampshire eliminó al Big Green del torneo de la NCAA. Donawa fue nombrado Primer Equipo All-Ivy después de la temporada.[11] En su último año, Donawa se perdió gran parte del año debido a una lesión, anotando dos goles y una asistencia en solo seis apariciones.[15] Anotó los goles de la victoria en victorias consecutivas en tiempo extra, contra Massachusetts el 22 de septiembre de 2018 y Albany el 25 de septiembre,[11] pero jugaría su último partido universitario el 2 de octubre contra Vermont y se perdería el resto de la temporada debido a un esguince de tobillo.[16] Terminó su carrera universitaria con diez goles en 50 apariciones.[11]

## Selección
Ha sido internacional con la selección de Bermudas en 10 ocasiones anotando 2 goles.

## Clubes
| Club                | País           | Año           |
| ------------------- | -------------- | ------------- |
| Dartmouth Big Green | Estados Unidos | 2018          |
| Somerset Trojans    | Bermudas       | 2014-2018     |
| Black Rock FC       | Estados Unidos | 2018          |
| Darlington          | Inglaterra     | 2019-2020     |
| Solihull Moors      | Inglaterra     | 2020-2023     |
| Altrincham FC       | Inglaterra     | 2023-presente |